# SO506iS
SO506iSは、ソニー・エリクソン・モバイルコミュニケーションズ（現・ソニーモバイルコミュニケーションズ）が開発した、NTTドコモによる第二世代携帯電話（mova）の製品である。愛称は、「premini-IIS」（プレミニツーエス）。

## 概要
preminiシリーズ第四弾として発売された。
premini-IIのマイナーチェンジ版で、506iベースで作られた。premini-Sの時のように、丸みを帯びたデザインを採用している。また、ボタンがスレンダーキーと呼ばれるデザインではなく、通常のボタンに変更されている。

## 歴史
- 2005年2月24日 - 技術基準適合証明 (TELEC) 通過
- 2005年3月15日 - 電気通信端末機器審査協会 (JATE) 通過
- 2005年5月13日 - NTTドコモから発表
- 2005年5月27日 - 発売
- 2012年3月31日 - movaサービス終了により使用はこの日限りとなる。